# Das periodische System
Das periodische System (Originaltitel: Il Sistema Periodico) ist eine Sammlung von 21 kurzen Geschichten des italienischen Autors und Chemikers Primo Levi, die bis auf wenige Ausnahmen einen direkten autobiographischen Bezug haben. Es ist nach dem Periodensystem der Elemente benannt. Das italienische Original wurde 1975 veröffentlicht, die deutsche Übersetzung von Edith Plackmeyer erschien 1979 im Aufbau-Verlag in der DDR und 1987 beim Hanser Verlag in der BRD. Im Oktober 2006 wählte die Royal Institution of Great Britain das Buch zum „best science book ever“ (etwa „besten populären Wissenschaftsbuch aller Zeiten“).
Das Periodische System ist nach Se questo è un uomo (dt. Ist das ein Mensch?), das seine Zeit in Auschwitz beschreibt, und La Tregua (dt. Die Atempause), in dem er von seiner Irrfahrt durch Osteuropa nach der Befreiung aus dem KZ berichtet, sein drittes autobiografisches Werk.

Die im Buch vorkommenden Elemente

## Inhalt
In 21 Kapiteln, die jeweils nach einem chemischen Element benannt sind, erzählt Levi teilweise autobiographische, teilweise fiktionale Geschichten. Die Benennung der einzelnen Kapitel nach einem Element hat inhaltliche Bezüge zum Kapitel oder vergleicht die chemischen Eigenschaften dieses Elements mit den geschilderten Situationen. Die Kapitel gehen von Levis Herkunft als piemontesischer Jude über seine Ausbildung zum Chemiker, seine Erfahrungen als antifaschistischer Partisan, seine Gefangenschaft in Fossoli und im KZ Auschwitz bis zu seinem Leben als Industriechemiker nach dem Zweiten Weltkrieg.

## Kapitel
Die Beschreibungen der fiktionalen Kapitel sind – wie die entsprechenden Kapitel im Buch – kursiv gesetzt.
1. Argon
Eine Beschreibung seines jüdisch-piemontesischen Hintergrundes und des dortigen jüdischen Sonderdialektes. Seine Vorfahren werden liebevoll und ohne Wertung mit ihren Besonderheiten und Eigentümlichkeiten dargestellt. Argon ist ein inertes Edelgas und geht keine chemischen Reaktionen ein. So sind auch die jüdischen Vorfahren Levis zurückgezogen und inert der christlichen Umgebung gegenüber.
2. Wasserstoff
Levi und ein Freund betreiben als Sechzehnjährige verbotene Experimente im Labor des Bruders des Freundes. Dort führen sie einfache Versuche mit Glasrohren durch, die sie erwärmen und verformen, und stellen durch Elektrolyse Wasserstoff her, den Levi entzündet und der mit einem Knall verbrennt. Er erläutert auch seine genialisch-idealistischen Gedanken als Teenager und vergleicht sie mit denen seines Freundes, der ein völlig anderes, weit rationaleres Weltbild vertritt, auch wenn sie viele Gemeinsamkeiten haben.
3. Zink
Das erste Jahr seines Studiums der Chemie, der erste Versuch im Labor ist die Herstellung von Zinksulfat aus Zink und Schwefelsäure. In den Laboren knüpft er die ersten zarten Bande der Liebe.
4. Eisen
Sein zweites Studienjahr. Mit Sandro Delmastro findet Levi einen verwandten Geist und Freund, mit dem er in den Bergen wandern geht. So stählen sie sich körperlich, aber auch intellektuell für den Kampf gegen den herrschenden Faschismus, Eisen wird so zum Symbol für ihre Abhärtung. Sandro Delmastro wird 1944 als Partisan des antifaschistischen Widerstandes erschossen.
5. Kalium
Wegen seiner jüdischen Herkunft und der im faschistischen Italien geltenden Rassegesetze nimmt ihn keiner der Chemieprofessoren als Doktorand an. Er promoviert im physikalischen Institut bei einem griechischstämmigen Assistenten. Dort arbeitet er mit elementarem Kalium, das durch seine Unachtsamkeit einen Brand auslöst.
6. Nickel
Levi wird von einem Leutnant abgeholt und in eine Aktinolithmine gebracht, wo er aus dem Abraum Nickel extrahieren soll, das durch den Kriegseinsatz teuer geworden ist. Mit den ihm zur Verfügung stehenden Mitteln ist eine wirtschaftliche Gewinnung aber nicht möglich. Levi wird erst spät klar, dass er mit einem erfolgreichen Abschluss dieser Arbeit das herrschende System und den Krieg unterstützt hätte, und kommt so mit dem Misserfolg sehr gut zurecht.
7. Blei
Ein sich als Rodmund vorstellender Mann berichtet von seinen Wanderungen und Erlebnissen, die ihn jahrelang durch Europa führen. Er stammt aus einer Familie, die seit Generationen Bleivorkommen suchen und ausbeuten und deren Mitglieder die Fähigkeit haben, ohne formale Bildung Mineralien zu erkennen, die Blei anzeigen. Seine Herkunft wird nicht explizit genannt und auch nicht die Identität seines Ziels, die Insel Icnusa (antiker Name Sardiniens).
8. Quecksilber
Die Episode spielt kurz nach dem Tod Napoleons auf der entlegenen Insel Tristan da Cunha im Südatlantik, deren Name aber nicht explizit genannt wird. Im Kapitel 'Nickel' erwähnt Levi aber, das er in dieser Zeit die Kapitel 'Blei' und 'Quecksilber' geschrieben habe und er durch eine ihm zufällig in die Hände gefallenen Notiz über Tristan da Cunha diese als Ort der Handlung für die Geschichte 'Quecksilber' wählte. Korporal Abrahams lebt dort allein mit seiner Frau und wird nur einmal im Jahr von einem Walfänger besucht, der Nachrichten und Nachschub bringt. Eines Tages bringt dieser zwei Holländer mit, denen in ihrer Heimat die Todesstrafe droht; wenig später rettet Abrahams zwei Italiener von einer Nachbarinsel. Die Konstellation von fünf Männern und nur einer Frau ist sehr angespannt, so dass sie beim nächsten Besuch des Walfängers vier Frauen „bestellen“, die mit Quecksilber bezahlt werden, das nach einem Vulkanausbruch in einer Höhle gefunden wird.
9. Phosphor
Levi wird von einem Schweizer Unternehmer aus der Mine abgeworben, um in Mailand ein Mittel auf Basis von Phosphor, genauer gesagt Phosphaten, gegen Diabetes zu entwickeln. Dort trifft er eine Studienkollegin, die ihn empfohlen hat. Zwischen den beiden entwickelt sich eine gewisse erotische Spannung, aber Giulia ist verlobt und lässt die Beziehung nicht tiefer werden.
10. Gold
In Mailand lebt Levi trotz der bedrückenden Umstände relativ unbeschwert in einem Freundeskreis, schließt sich aber antifaschistischen Partisanen an und wird im Dezember 1943 gefangen genommen. In der Haft trifft er auf einen Mitgefangenen, der ihm von einer Schwemmstelle für Gold erzählt, die seit vielen Generationen von seiner Familie genutzt wird. Dort werden immer nur kleine Mengen Gold angeschwemmt, gerade genug um davon zu leben, aber stetig. Dies nimmt Levi als Metapher für die Stetigkeit der Natur und ein Ideal der Genügsamkeit, als Gegensatz zu den hektischen, chaotischen Verhältnissen der damaligen Zeit.
11. Cer
Um den Hunger in Auschwitz zu überleben, stiehlt Levi im Labor, in dem er arbeitet, Auermetall, eine Legierung aus Cer und Eisen, das als Feuerstein genutzt werden kann. Dieses Cereisen können er und sein Mitgefangener Alberto gegen Brot tauschen. Alberto ist Levi durch seine Art eine Stütze, die ihn immer wieder aufrichtet, wenn er verzweifelt. Tragischerweise stirbt Alberto später auf einem der Hungermärsche, während Levi in der Krankenstation liegend überlebt.[4]
12. Chrom
Einige Zeit nach dem Krieg sitzen Freunde von Levi beisammen und erzählen sich Geschichten. Einer dieser Freunde hat eine Zeit lang in einer Fabrik gearbeitet, in der Levi ein Jahrzehnt früher auch gearbeitet hat, und berichtet, dass in einer Rezeptur eine völlig unsinnige Komponente, nämlich Ammoniumchlorid, enthalten war, was keiner der Mitarbeiter erklären könne. Levi erinnert sich daraufhin an seine Zeit in dieser Firma und wie er damals Fehlchargen eines chromathaltigen Rostschutzmittels durch die Zugabe dieser Verbindung wieder wirksam gemacht hatte, die daraufhin als Bestandteil in die Rezeptur aufgenommen wurde. Nach dem Krieg waren die Rohstoffe wieder von besserer Qualität und das Ammoniumchlorid war nicht mehr nötig, wurde aber der Rezeptur folgend auch nach vielen Jahren immer noch zugegeben. In diesem Kapitel erzählt er auch, wie er seine spätere Frau kennenlernt.
13. Schwefel
In diesem kurzen Kapitel wird erzählt, wie ein einsamer Arbeiter nachts in einem Produktionskessel eine schwefelhaltige Zubereitung herstellt. Ein direkter Bezug zu Levis Leben lässt sich nicht erkennen.
14. Titan
Dieses kürzeste Kapitel des Buches trägt eine Widmung: Für Felice Fantino und auch der Maler, der mit der Titanverbindung Titanweiß (Titandioxid, TiO2) die Möbel einer Wohnung weiß streicht, heißt Felice. Er treibt Späße mit einem Kind, während er streicht. Auch dieses Kapitel hat keinen erkennbaren Bezug auf das Leben Levis.
15. Arsen
Levi betrieb zusammen mit einer Person namens Emilio ein privates Chemielabor in dem eines Tages ein älterer Mann erschien, der ihm eine Tüte mit Zucker zur Analyse brachte. Was er suchen sollte, wollte oder konnte der Mann nicht sagen, nur dass Levi genau schauen solle. Levi findet schließlich Arsen und erfährt von seinem Auftraggeber, dass dieser den Zucker von einem Konkurrenten geschenkt gekriegt habe. Kaum erstaunt aber auch nicht erbost nimmt der Mann den Zucker und geht.
16. Stickstoff
Ein Lippenstifthersteller möchte von Levi wissen, warum seine Ware schlechter sei als die der Konkurrenz und lässt ihn beide untersuchen. Zur Verbesserung seiner Lippenstifte möchte er Alloxan verwenden, eine stickstoffreiche Verbindung und beauftragt Levi, ihm welches zu besorgen. Levi findet heraus, dass Hühnerkot große Mengen Harnsäure enthält, aus der Alloxan hergestellt werden kann, schafft es aber nicht, eine erfolgreiche Synthese durchführen.
17. Zinn
Bei der Synthese einer Zinnverbindung (Zinn(II)-chlorid) für einen Spiegelmacher wird Levi und seinem Kompagnon Emilio klar, dass das gemeinsame Labor nicht mehr tragfähig ist, zumal Levi, frisch verheiratet, nun ein geregeltes Einkommen benötigt. Bei der Auflösung des Labors, das immer ein Provisorium war, stürzt eine große Abzugshaube aus dem vierten Stock und verfehlt beide nur knapp.
18. Uran
Als Außendienstmitarbeiter besucht Levi einen Kunden, der ihm eine lange, verworrene Geschichte erzählt, die ihm angeblich passiert sei und dass er von einem fliehenden deutschen Soldaten ein Stück Uran geschenkt bekommen habe. Er schickt Levi eine Probe, damit er sich davon überzeugen könne. Er stellt aber fest, dass das es sich beim vermeintlichen Uran um Cadmium handelt.
19. Silber
Levi wird von einem zunächst nicht erkannten Studienkollegen eingeladen, zum 25-jährigen Jubiläum des Studienabschlusses an einem Abendessen teilzunehmen. Trotz Widerwillen nimmt er teil und trifft einen Kollegen, dem er eine Geschichte aus seinem Leben abfordert. Er erzählt, wie bei der Herstellung der silberhaltigen Emulsionen für Röntgenfilme Probleme auftauchen und er durch detektivische Kleinarbeit die unwahrscheinliche Lösung herausbekommt.
20. Vanadium
Bei der Produktion eines Lackes gibt es Probleme, und Levi reklamiert bei der deutschen Herstellerfirma, dass ein Rohstoff dieses Produzenten fehlerhaft sein müsse. Zuerst wird abgewiegelt, doch dann schreibt ein Dr. Müller, dass durch Zugabe kleiner Mengen der Vanadiumverbindung Vanadiumnaptenat (sic!) der Mangel zu beheben sei. Dieser Schreibfehler (es muss Vanadiumnaphthenat heißen) erinnert Levi an seinen Aufenthalt in Auschwitz, wo er in einem Labor auch einen Dr. Müller kennenlernte, der α-Naptylamin statt α-Naphthylamin schrieb. Darauf angesprochen, ob er besagter Herr sei, stellt sich heraus, dass er es tatsächlich ist, und Müller schlägt ein Treffen vor, vor dem Levi erst zurückschreckt, dann aber nach längerem Zaudern doch zustimmt. Kurz vor dem Treffen verstirbt Dr. Müller aber, so dass es schließlich doch zu keinem Treffen kommt. In diesem Kapitel wird klar, dass Levi, auch über 20 Jahre nach seiner Gefangenschaft in Auschwitz diese Zeit noch nicht verarbeitet hatte und er noch immer davon gequält wurde.
21. Kohlenstoff
Die Geschichte eines Kohlenstoffatoms im Verlauf der Erdgeschichte, als Metapher für die Ewigkeit und die Vergänglichkeit. Ein Kohlenstoffatom ist Jahrmillionen in Kalkstein gebunden und wird 1840 freigesetzt. Anschließend wird es mehrfach durch Photosynthese in organischen Moleküle gebunden und durch andere Organismen wieder freigesetzt. Die Pointe besteht darin, dass es am Ende der Geschichte gerade im Hirn des Autors ankommt, als dieser den letzten Punkt der Geschichte setzt.

Nachwort
- Für die deutschsprachige Ausgabe des Hanser-Verlages schrieb Natalia Ginzburg ein Nachwort, das wie die Anmerkungen von Barbara Kleiner übersetzt wurde, die auch andere Werke Levis übertragen hat. Trotz des gleichen Nachnamens (der Geburtsname von Natalia Ginzburg ist Levi) sind sie nicht direkt miteinander verwandt. Es verbindet sie aber ein ähnlicher gesellschaftlich-kultureller Hintergrund als italienische Juden und Erfahrungen während der Zeit des Faschismus und des Zweiten Weltkrieges. Ginzburg legt auch einen starken Aspekt auf diesen gemeinsamen Hintergrund, etwa die Hälfte des Nachwortes geht auf das erste Kapitel Argon ein, in dem Levi seine Herkunft als piemontesischer Jude literarisch verarbeitete. Auch die Erläuterungen der restlichen Kapitel erfahren hier weniger eine naturwissenschaftliche Deutung als vielmehr eine kulturell-persönliche.

## Sonderstellung der Kapitel Blei, Quecksilber, Schwefel, Titan und Kohlenstoff
Die Kapitel Blei und Quecksilber sind im Gegensatz zu den anderen Kapiteln fiktional und wurden schon in der Zeit geschrieben, als Levi in der Aktinolithmine arbeitete. Im Buch (und auch hier in der Kapitelbeschreibung) sind diese beiden Kapitel kursiv gesetzt, um auch äußerlich auf diesen Umstand hinzuweisen. Levi beschreibt im Kapitel Nickel ihre Entstehung, auch, dass diese Texte für ihn jahrelang verloren schienen und erst beim Sichten alter Unterlagen überraschend wieder auftauchten.
Schwefel und Titan sind kurze Kapitel, in denen Levi nicht direkt vorkommt. Inwiefern sie einen Bezug zu seiner Biographie haben, wird nicht klar.
Das Kapitel Kohlenstoff hat deutliche Parallelen zu Hermann Römpps „Lebensgeschichte eines Kohlenstoffatoms“, wie Jens Soentgen festgestellt hat. Dieses Werk von Römpp, das 1946 in einem Band der Kosmos-Reihe erschien, ist das einzige seiner Werke, das nicht unter seinem Namen erschien, sondern unter dem Pseudonym Dr. Helmut Schmid. Kohlenstoff wurde, wie im Kapitel Gold erwähnt wird, bereits Anfang der 1940er Jahre geplant und schon 1970 geschrieben, aber erst mit dem „periodischen System“ veröffentlicht. Es unterscheidet sich im Erzählstil merklich von den anderen Kapiteln, unter anderem indem es die Geschichte aus der Sicht eines einzelnen Atoms erzählt und nicht aus der Sicht eines Menschen. Eine textkritische Analyse Soentgens legt nahe, dass Levi die Geschichte von Römpp/Schmid zumindest teilweise als Vorlage nutzte, es gibt viele auffällige Parallelen, und auch die Pointe ist vergleichbar. Bei Römpp/Schmid endet das Kohlenstoffatom in der Druckerschwärze des dem Leser vorliegenden Kosmos-Bändchens, bei Levi endet es im Gehirn des Schreibers im Moment der Niederschrift der Geschichte. Zudem beherrschte Levi die deutsche Sprache gut genug, um die Arbeit Römpps im Original gelesen haben zu können.

## Entstehungsgeschichte
Levi erklärte im Jahr 1976, alle seine Bücher seien in Paaren entstanden. Das periodische System, die Biografie eines anorganischen Chemikers, sollte ursprünglich einem zweiten Text gegenübergestellt werden, der das Handwerk eines organischen Chemikers beschreiben würde. Das Buch trug den Arbeitstitel Il doppio legame (die Doppelbindung), wurde jedoch nie fertiggestellt. Stattdessen entschied sich Levi, das periodische System mit La chiave a stella (deutsch Der Ringschlüssel) zu kombinieren, einer weiteren Sammlung von Kurztexten, die im Jahr 1978 erschien und einen Monteur zur Hauptfigur hat. Pierpaolo Antonello beschreibt die Paarung dieser beiden Texte als Diptychon, das von Levis Version des Homo faber handelt.

## Rezeption
Heinz Thoma und Hermann H. Wentzel sehen in Das periodische System den Versuch, unter Verwendung einer aus der Chemie geliehenen Systematik „Ordnung in das Chaos erinnerten Erlebens zu bringen.“ Dabei bestünden Parallelen zum Roman Die unsichtbaren Städte von Levis Freund Italo Calvino, der ebenfalls einen naturwissenschaftlichen Hintergrund hat. Auch nach dem Niedergang des italienischen Neorealismus halte Levi an der Aufgabe der Literatur fest, Sinn zu vermitteln, und stelle die Kommunikationsfähigkeit von Sprache nicht infrage. Dadurch stehe er in einem Gegensatz zu Zeitgenossen wie Samuel Beckett, obwohl auch in seinem Werk die Absurdität eine Rolle spiele. Thoma und Wentzel sehen in Levi einen Erben von Aufklärung und Positivismus, der sich dem Verstehen von naturgesetzlichen Grundlagen des Erfahrenen verschrieben habe.
Barbara Kleiner betont in Kindlers Literatur Lexikon, Levi verschränke die wissenschaftliche Haltung des Chemikers mit der des Schriftstellers. Dabei beweise er, dass Beobachtung und Untersuchung, die in der Chemie unerlässlich seien, auch für den Schriftsteller zum Handwerkszeug gehörten.
Catalina Botez betont, die Elemente Wissenschaft, Autobiografie und Fiktion stünden in Das periodische System gleichberechtigt nebeneinander. Im Zentrum des Textes stehe der Versuch, durch die Arbeit als Wissenschaftler einerseits und als Schriftsteller andererseits aus dem Schatten des Holocaust zu treten. Diese (wissenschaftliche wie intellektuelle) Arbeit selbst werde dabei als Möglichkeit dargestellt, menschliche Würde wiederherzustellen. Dabei sei es nur teilweise möglich, Autor, Erzähler und Protagonisten als ein und dieselbe Person zu sehen. Für Botez, die erzählerische und linguistische Kunstgriffe im periodischen System herausarbeitet, spielt die Fiktionalisierung der Erinnerung eine entscheidende Rolle.
Das Buch wurde im Oktober 2006 von der Royal Institution of Great Britain zum „best science book ever“ (etwa „besten populären Wissenschaftsbuch aller Zeiten“) gewählt.
2016 wurde von der BBC eine 12-teilige Dramatisierung des Buches produziert und ausgestrahlt. Henry Goodman und Akbar Kurtha sprachen Primo Levi.
Thomas Kerstan nahm das Buch 2018 in seinen Kanon für das 21. Jahrhundert auf, einer Auswahl von Werken, die seines Erachtens "jeder kennen sollte".
Auch für didaktische Zwecke kam Das periodische System schon zum Einsatz: An der Universidade de São Paulo diente das Kapitel Kalium als Grundlage für Aufgaben, die Chemiestudenten im ersten Semester gestellt wurden. Die Dozenten kamen zu dem Schluss, dabei seien erfolgreich Schwierigkeiten und falsche Annahmen bei den Studenten aufgedeckt worden.

## Ausgaben
- Il sistema periodico. Einaudi, Turin 1975, ISBN 88-06-05373-6.
- Das periodische System. Übersetzt von Edith Plackmeyer. Aufbau-Verlag, Berlin/Weimar 1979.
- Das periodische System. Mit einem Nachwort von Natalia Ginzburg. Übersetzt von Edith Plackmeyer. Hanser Verlag, München 1987, ISBN 3-446-14551-6.
- Das periodische System. Mit einem Nachwort von Natalia Ginzburg. Übersetzt von Edith Plackmeyer. Deutscher Taschenbuch-Verlag, München 1991, ISBN 3-423-11334-0.